# Majere
Majere é um município da Eslováquia, situado no distrito de Kežmarok, na região de Prešov. Tem 1,33 km² de área e sua população em 2018 foi estimada em 116 habitantes.

## Demografia
| Ano:        | 1994 | 2004   | 2014    | 2024    |
| ----------- | ---- | ------ | ------- | ------- |
| Broj ljudi: | 81   | 83     | 98      | 130     |
| Razlika:    |      | +2,46% | +18,07% | +32,65% |

| Ano:               | 2023 | 2024 |
| ------------------ | ---- | ---- |
| Número de pessoas: | 125  | 130  |
| Diferença:         |      | +4%  |